# Agelasta pardalina
Agelasta pardalina es una especie de escarabajo longicornio del género Agelasta, categorizada en la tribu Mesosini, de la subfamilia Lamiinae. Fue descrita por Heller en 1924.

## Descripción
Mide 13-14,9 mm de longitud.

## Distribución
Se distribuye por Filipinas.